# Para leer al Pato Donald
Para leer al Pato Donald (1971), de Ariel Dorfman (argentino-chileno) y Armand Mattelart (belga), es un libro clave de la literatura política de los años setenta. Es un ensayo —o un «manual de descolonización», tal como lo describen sus autores— que analiza desde un punto de vista marxista la literatura de masas, concretamente las historietas cómicas o cómics publicados por Walt Disney para el mercado latinoamericano.
Publicado por primera vez en Chile en 1971 por Ediciones Universitarias de Valparaíso, se convirtió en un éxito de ventas en toda América Latina y todavía se considera un trabajo fundamental en el campo de los estudios culturales.

## Argumento
Su tesis principal es que las historietas de Disney no solo serían un reflejo de la ideología dominante —el de la clase dominante, según los postulados del marxismo—, sino que, además, serían cómplices activos y conscientes de la tarea de mantenimiento y difusión de esa ideología.
El mundo que se muestra en los cómics, según la tesis, se basa en conceptos ideológicos, lo que resulta en un conjunto de reglas naturales que conducen a la aceptación de ideas particulares sobre el capital, la relación de los países desarrollados con el Tercer Mundo, roles de género, y otros.
Como ejemplo, el libro considera la falta de descendientes de los personajes. Todos tienen un tío o un sobrino, todos son primos de alguien, pero nadie tiene padres ni hijos. Esta realidad no parental crea niveles horizontales en la sociedad, donde no hay un orden jerárquico, excepto el dado por la cantidad de dinero y riqueza que posee cada uno, y donde casi no hay solidaridad entre los del mismo nivel, creando una situación donde lo único que queda es la competencia cruda. Otro tema analizado es la necesidad absoluta de tener un golpe de suerte para la movilidad social (independientemente del esfuerzo o la inteligencia involucrada), la falta de capacidad de las tribus nativas para administrar su riqueza, entre otros tópicos.

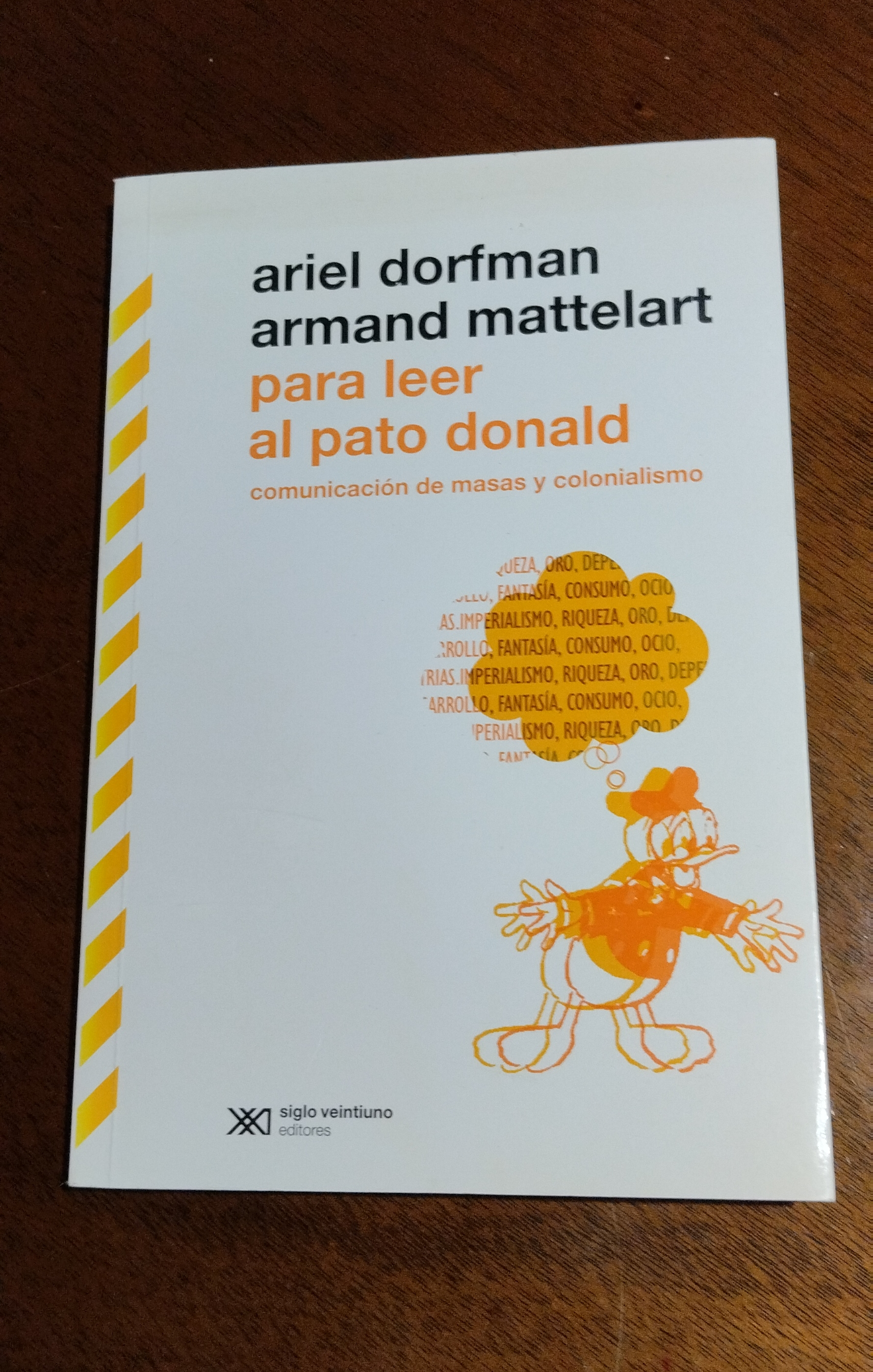
Para leer al pato Donald. Fotografía de la portada del libro.Siglo XXI Editores. Argentina. Edición del 2002.

## Historia
Para leer al Pato Donald fue escrito y publicado durante el breve florecimiento del socialismo revolucionario bajo el gobierno de Salvador Allende y su coalición de Unidad Popular y está estrechamente identificado con la política revolucionaria de su época. En 1973, un golpe de Estado puso en el poder la dictadura militar de Augusto Pinochet. Durante el régimen, el libro fue prohibido y sujeto a la quema de libros. Sus autores fueron forzados al exilio.
Fuera de Chile, se convirtió en el texto político más impreso en América Latina durante algún tiempo. Fue traducido al inglés, francés, alemán, portugués, holandés, italiano, griego, turco, sueco, finlandés, danés, japonés y coreano y vendió unas 700.000 copias en total. Ha sido reimpreso 36 veces por el editor Siglo Veintiuno Editores.

## Estructura del libro
El libro consta de un prólogo escrito por Héctor Schmucler, e introducción y prólogo de los autores. El análisis de las historietas se desarrolla a lo largo de seis capítulos, a los que siguen uno de conclusiones y un anexo de las publicaciones analizadas.
La estructura de la obra es la siguiente:
- Donald y la política (pról. de Schmucler)
- Pró-logo para pató-logo (pról. de los autores)
- Introducción: «Instrucciones para llegar a general del club Disneylandia»
- Capítulo I: «Tío, cómprame un profiláctico»
- Capítulo II: «Del niño al buen salvaje»
- Capítulo III: «Del buen salvaje al subdesarrollado»
- Capítulo IV: «El gran paracaidista»
- Capítulo V: «La máquina de las ideas»
- Capítulo VI: «El tiempo de las estatuas muertas»
- Conclusión: «¿El Pato Donald al poder?»
- Anexo: Números de las revistas analizadas